# Park Ji-hu
Park Ji-hu (Daegu, 7 novembre 2003) è un'attrice sudcoreana.
È conosciuta per i suoi ruoli da protagonista nel film del 2018 Beolsae e nella serie originale di Netflix del 2022, Non siamo più vivi.

## Biografia
Nata a Taegu, in Corea del Sud, è stata accettata nel dipartimento di teatro e cinema dell'Università di Hanyang nel novembre 2021. Nel febbraio 2022 si è diplomata alla Dongmoon High School.

## Filmografia

### Cinema
- Garyeojin sigan, regia di Um Tae-hwa (2016)
- Fabricated City, regia di Kwang-Hyun Park (2017)
- Mok-gyeok-ja, regia di Kyu-Jang Cho (2018)
- Beolsae, regia di Bora Kim (2018)
- Black Light, regia di Jong-dae Bae (2020)

### Televisione
- Areumdaun Segang – serial TV, episodio 1x01 (2019)
- Non siamo più vivi – serial TV, 12 episodi (2022 - incorso)
- Piccole donne – serial TV, 11 episodi (2022)